# Іван Дмитрович (князь переяславль-залєський)
Іван Дмитрович († 1302) — останній удільний переяславль-залєський князь, син переяславль-залєського та великого владимирського князя Дмитра Олександровича.

## Правління
Коли помер його батько (1294), князі утворили два табори: в одному були великий князь Андрій Олександрович Городецький, князі Федір Ростиславич Ярославський та Костянтин Борисович Ростовський, в іншому — Михайло Ярославович Тверський, Данило Олександрович Московський та Іван Дмитрович. На їх з'їзді у Владимирі (1296) сварки не було залагоджено, і під час бутності Івана в Орді великий князь Андрій намагався опанувати Переяславлем.
У 1301 брав участь у Дмитрівському з'їзді князів. Князі знову з'їхалися до Дмитрова та «взяша мир межю собою», але союзники, Іван і Михайло Тверський, чомусь «Не докончали межи собою». У тому ж році Іван через щось «заратився» з Костянтином Ростовським, але «смири їх владика Семен».
Іван помер бездітним 1302 року та заповів свій уділ молодшому дядькові, Данилу Московському, «його ж любляше паче всіх».